# فاليريا كلاينر
فاليريا كلاينر (بالألمانية: Valeria Kleiner)‏ هي لاعبة كرة قدم ألمانية، ولدت في 27 مارس 1991 في لينداو في ألمانيا. شاركت مع منتخب ألمانيا الوطني لكرة القدم للسيدات تحت 15 سنة ‏ ومنتخب ألمانيا تحت 17 سنة للسيدات لكرة القدم ومنتخب ألمانيا تحت 19 سنة للسيدات لكرة القدم ومنتخب ألمانيا تحت 20 سنة للسيدات لكرة القدم. أما مع النوادي، فقد لعبت مع إف إف سي فرانكفورت وبايرن ميونخ للسيدات ونادي فرايبورغ ونادي فرايبورغ.

## وصلات خارجية
- الموقع الرسمي
- فاليريا كلاينر على موقع قاعدة بيانات كرة القدم.إي يو (الإنجليزية)
- فاليريا كلاينر على موقع بيانات كرة القدم. دي إي (الألمانية)
- فاليريا كلاينر على موقع Soccerway.com (الإنجليزية)
- فاليريا كلاينر على موقع عالم كرة القدم.نت (الإنجليزية)